# Llinda al carrer Sant Joan, 5
La Llinda al carrer Sant Joan, 5 és una obra del Palau d'Anglesola (Pla d'Urgell) inclosa a l'Inventari del Patrimoni Arquitectònic de Catalunya.

## Descripció
Amplia llinda, al centre de la qual hi ha un curiós gravat en forma d'escut, coronat per una creu.
Hi ha signes dins i fora del camp.
La llinda està situada a la part més antiga de la vila.